# آري-بيكا ليكونن
آري-بيكا ليكونن (بالفنلندية: Ari-Pekka Liukkonen) (ولد في 9 فبراير 1989) هو سباح فنلندي. شارك في سباق 50 متر حرة سباحة في الألعاب الأولمبية الصيفية 2012. وهو حامل الرقم القياسي الفنلندي لتلك المسافة بزمن قدره 21.58 ثانية، بالإضافة إلى الرقم القياسي في الدورة القصيرة في 50 م. كما أنه يحمل الرقم القياسي لمسافة 100 متر حرة في زمن قدره 49.44 ثانية. في الألعاب الأولمبية الصيفية 2016، سبح في فعالية 50 متر و 100 متر سباحة حرة.

## الحياة الشخصية
في 2 فبراير 2014، أعلن ليكونن عن كونه مثلي الجنس في مقابلة مع إذاعة أوليسراديو، وبذلك أصبح واحدًا من أوائل الرياضيين عالي المستوى المثليين علنا في فنلندا.

## روابط خارجية
- آري-بيكا ليكونن على موقع الاتحاد الدولي للسباحة (الإنجليزية)
- آري-بيكا ليكونن على موقع SwimRankings.net (الإنجليزية)
- آري-بيكا ليكونن على موقع اللجنة الأولمبية الدولية (الإنجليزية)
- آري-بيكا ليكونن على موقع أوليمبيديا (الإنجليزية)